# Deutscher Soldatenfriedhof Fricourt
De Deutsche Kriegsgräberstätte Fricourt is een Duitse militaire begraafplaats met gesneuvelden uit de Eerste Wereldoorlog en gelegen in de Franse gemeente Fricourt (departement Somme). Ze ligt langs de Rue de Pozières op 600 m ten noorden van het dorpscentrum (Église Saint-Jean-Baptiste). 

## Vormgeving
Op de voor- en achterkant van de metalen kruisen staan de namen van de gesneuvelden. Enkele platte stenen in het gras geven aan dat hier ook slachtoffers liggen. Voor 14 joodse gesneuvelden werden natuurstenen grafzerken opgericht met de afbeelding van een davidster.  Achteraan de begraafplaats staan op metalen tegels de namen van degenen die hier in een massagraf liggen. De begraafplaats wordt onderhouden door de Volksbund Deutsche Kriegsgräberfürsorge.
Er liggen 17.027 slachtoffers begraven. Er zijn vier massagraven waarin 11.970 doden liggen waarvan 5.331 konden geïdentificeerd worden. Van de 5.057 individuele graven bleven er 114 niet geïdentificeerd. 

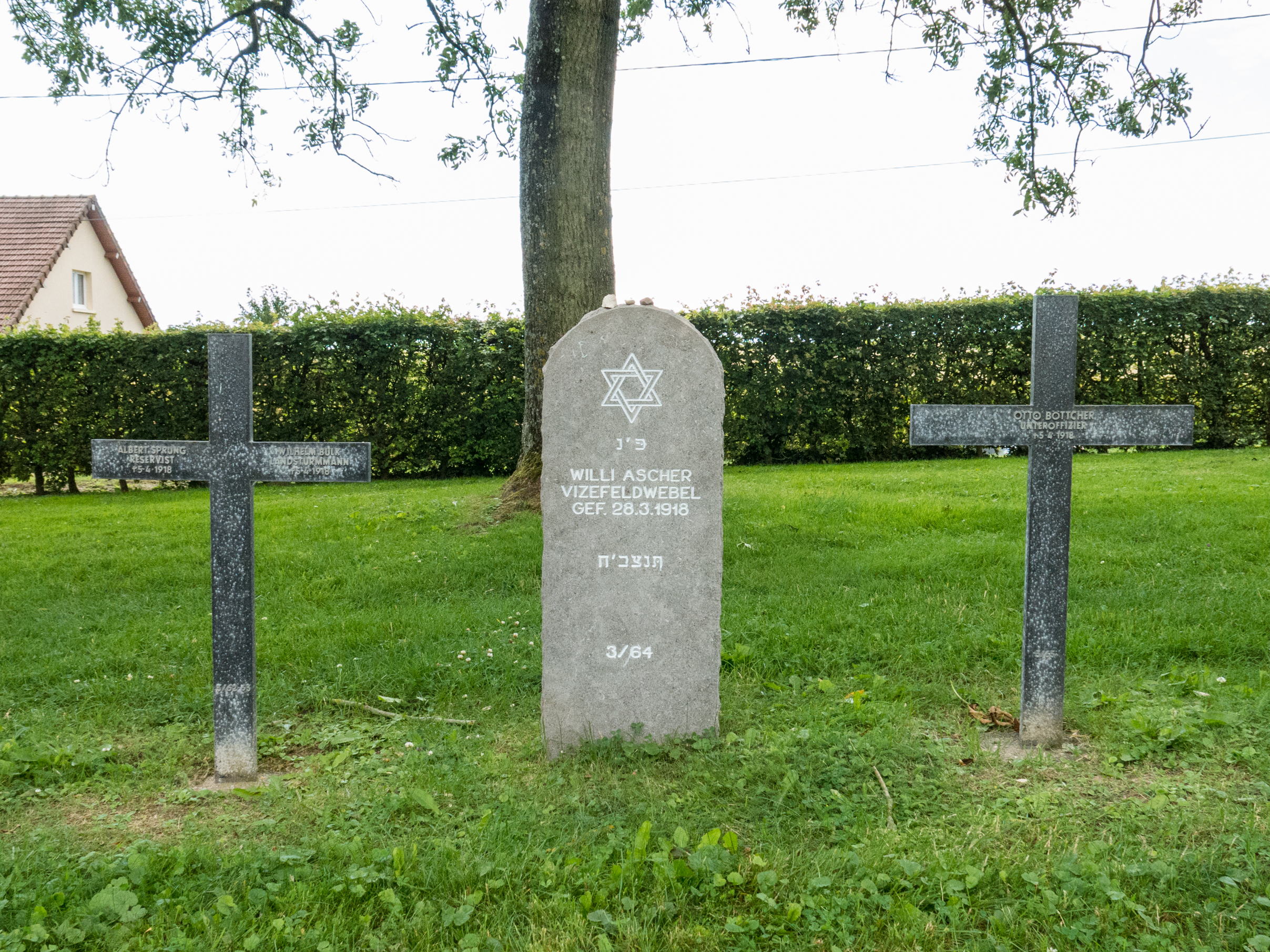
Grafzerk voor joodse gesneuvelde
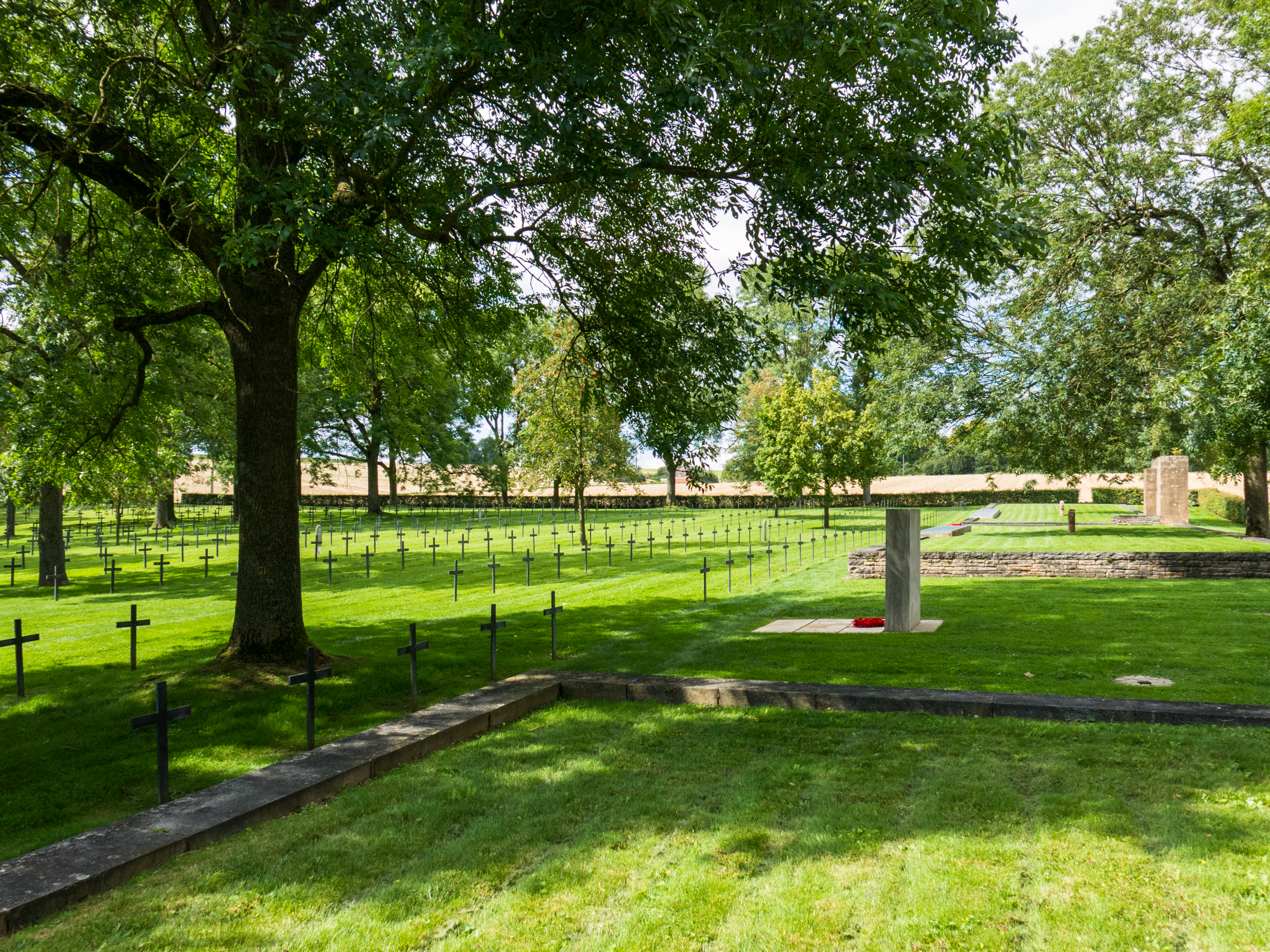
Individuele en massagraven
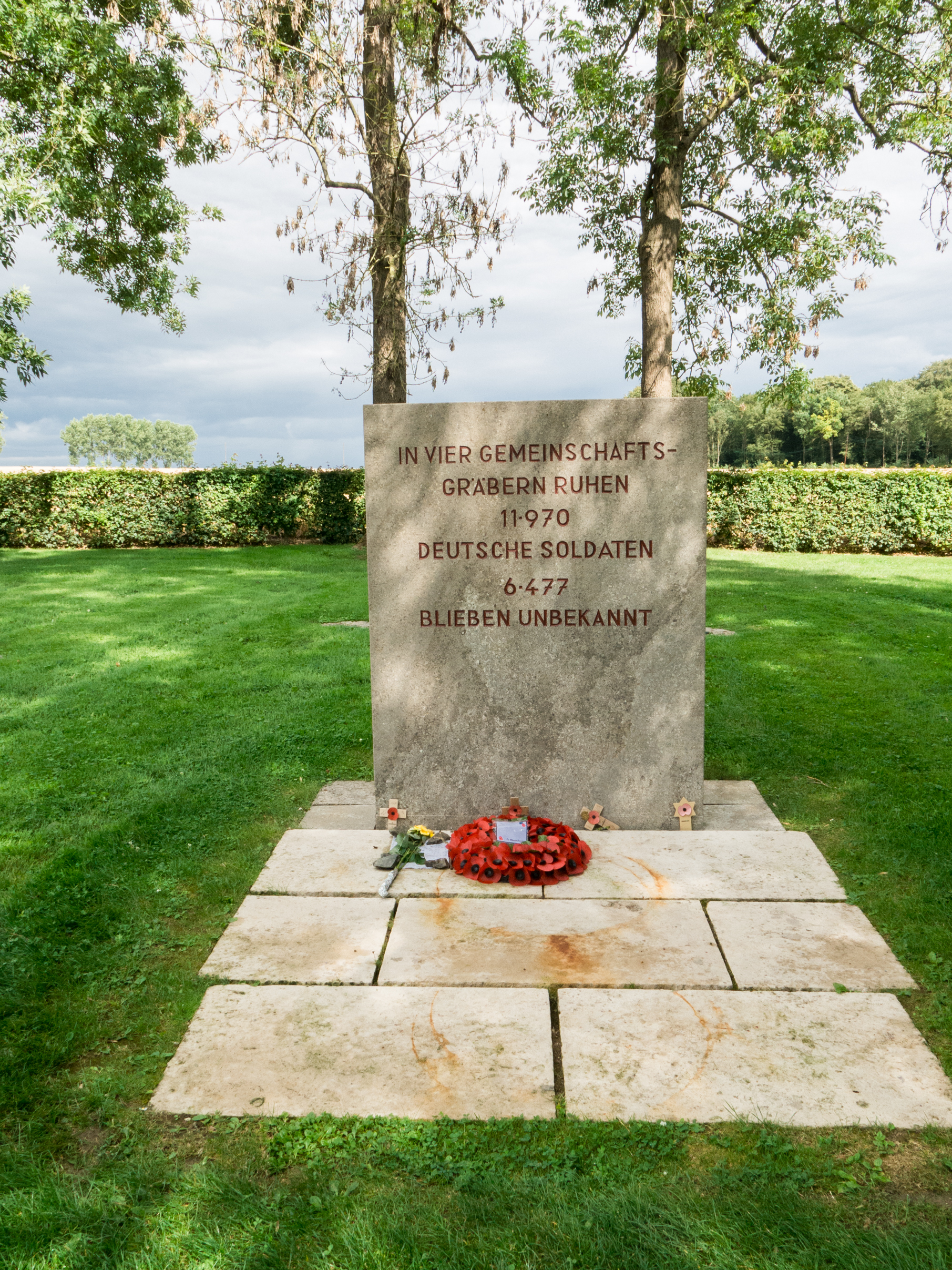
Massagraf

## Geschiedenis
De begraafplaats werd in 1920 door de Franse militaire overheden aangelegd. Ze concentreerden de gesneuvelde Duitse soldaten die in 79 gemeenten en de slagvelden in de wijde omgeving voorlopig begraven waren. Dit waren hoofdzakelijk de gebieden  ten noorden van de Somme, de omgeving van Albert, Bapaume, Combles, Villers-Bretonneux en het dal van de Ancre. De meeste slachtoffers (zo’n 10.000) vielen tijdens de Slag aan de Somme in 1916. Meer dan 6.000 vielen tijdens het Duitse lenteoffensief en het daaropvolgende geallieerde eindoffensief in 1918. 
Na het Frans-Duitse oorlogsgravenverdrag van 19 juli 1966 kon een aanvang gemaakt worden met de definitieve aanleg en onderhoud van de begraafplaats. Toen werden de houten kruisen vervangen door de huidige duurzame metalen kruisen.
De jachtpiloot Manfred von Richthofen (ook gekend onder de bijnaam de rode baron)  werd op 21 april 1918 neergeschoten en in Bertangles begraven. Later werd hij naar Fricourt overgebracht en in november 1925 in Berlijn herbegraven. In 1975 kreeg hij uiteindelijk in het familiegraf in Wiesbaden zijn laatste rustplaats.
Op het grondgebied van Fricourt liggen ook nog zes Britse militaire begraafplaatsen uit de Eerste Wereldoorlog: Fricourt British Cemetery, Fricourt New Military Cemetery, Citadel New Military Cemetery, Peake Wood Cemetery, Point 110 Old Military Cemetery en Point 110 New Military Cemetery.